# Szuanie (powieść)

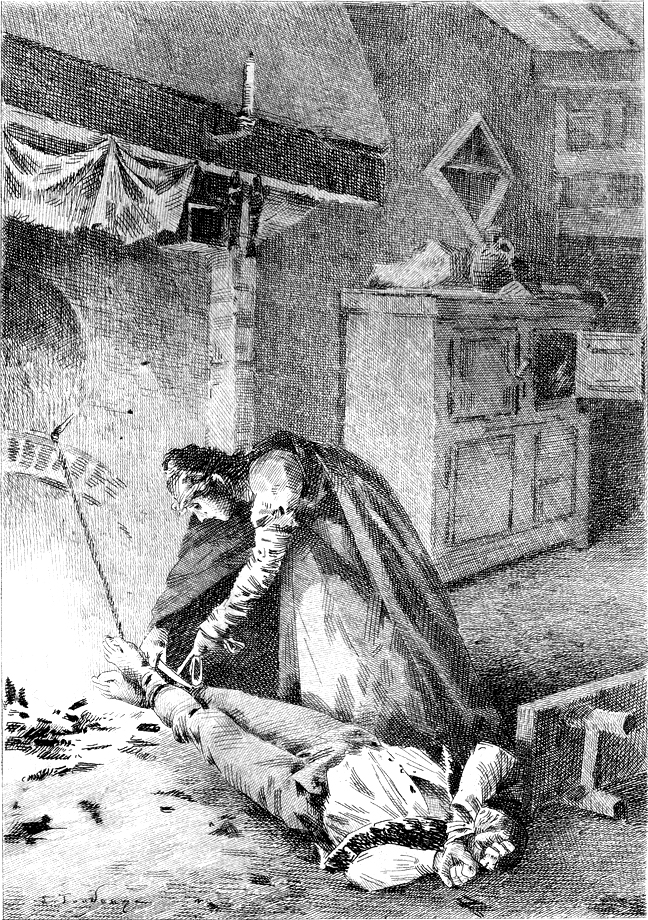

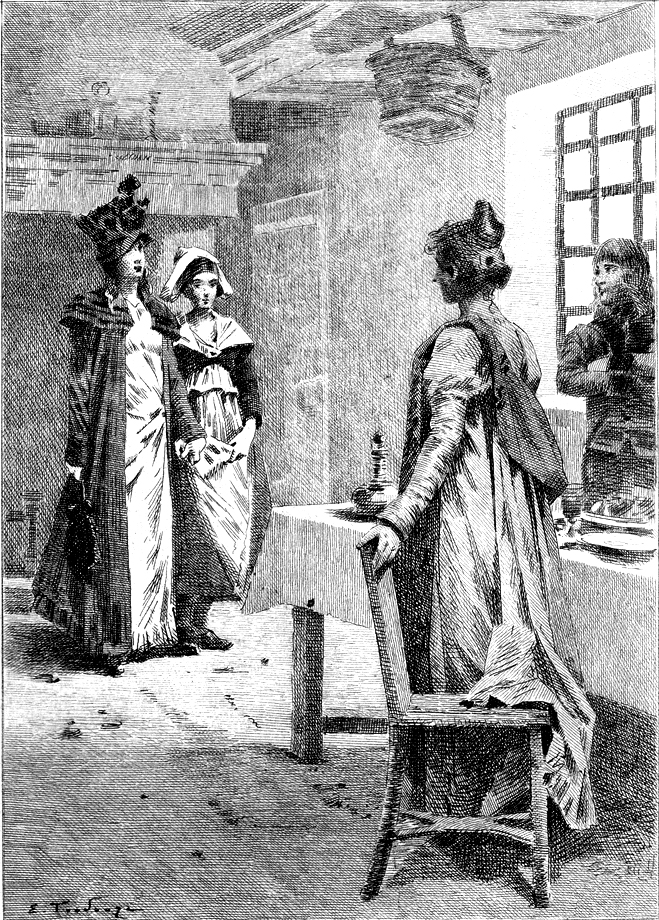

Szuanie (oryg. fr. Les Chouans) – powieść Honoriusza Balzaka opublikowana po raz pierwszy w 1829. Początkowo nosiła tytuł Ostatni Szuan, czyli Bretania w roku 1800. Chociaż utwór powstał, zanim narodziła się koncepcja cyklu powieściowego Komedia ludzka, został do niej włączony jako część Scen z życia wojskowego. Była to pierwsza powieść, którą Balzac opublikował pod własnym nazwiskiem. 

## Okoliczności powstania utworu
Balzak, choć nie chciał nawet nazywać Szuanów powieścią historyczną, korzystał przy pisaniu dzieła z kilku obszernych opracowań dotyczących walk szuanów i wojen wandejskich, w tym La Guerre des Vendéens et des Chouans Jeana Savary'ego, pamiętniki Josepha de Puisaye i Histoire de la Vendee et des Chouans Alfonsa de Beauchamp. Odwiedził również miasteczko Fougères, w którym umieścił akcję kluczowych wydarzeń książki. Opis Bretanii przedstawiony w powieści daleki jest jednak od późniejszych balzakowskich dokumentacji miejsc, utrzymany został w konwencji powieści gotyckiej i przyczynia się bardziej kreowaniu ogólnego nastroju powieści niż przekazywaniu informacji. 
Borys Reizow uważa, że bezpośrednią inspiracją dla fabuły Szuanów była historia szuana Boishardy'ego, poległego w miejscowości Montcontour w nocy z 16 na 17 czerwca 1795, i jego żony, Józefiny de Kerkadio, która przeżyła walki z rewolucyjnym wojskiem. Zabicie go, po dłuższych nieudanych atakach republikanów na jego oddział, było możliwe dzięki Karolowi Carlot, chłopu, który poinformował republikanów o miejscu pobytu Boishardy'ego. Za taką tezą przemawia szereg epizodów utworu zawierających aluzje do rzeczywistej historii (np. zbieżności nazwisk i szczegółów fabuły). Również Balzak zapewniał w przedmowie do powieści, że opisuje ona prawdziwą historię "z tą tylko różnicą, że rzeczywistość była jeszcze bardziej ohydna". 
Ważną stylistyczną inspiracją dla Balzaka była twórczość Waltera Scotta i Jamesa Fenimore'a Coopera, a w mniejszym stopniu George'a Byrona (konstrukcja postaci Marii de Verneuil, która pojawiła się także pod wpływem biblijnej Judyty). Opis zachowania zbuntowanych chłopów otwarcie nawiązuje do cooperowskich wizji Indian, do których zresztą Balzak często porównuje swoich szuanów.

## Treść
Jest rok 1799, w Bretanii trwają walki z szuanami. Wobec niepowodzeń ponoszonych przez oddział kierowany przez młodego republikanina Hulota, Joseph Fouché wpada na pomysł schwytania wodza monarchistów, markiza de Montauran zwanego Gars, za pomocą zasadzki. Kluczem do jej powodzenia ma być młoda arystokratka, Maria de Verneuil, która w zamiarze Fouche'a ma rozkochać w sobie legendarnego szuana, a następnie wydać go w ręce republikanów. Wspiera ją w tym ambitny agent policyjny Corentin. 
Zamiary policji republikańskiej są początkowo realizowane zgodnie z planem, lecz nieoczekiwanie (także dla samej siebie) Maria de Verneuil zakochuje się w człowieku, którego miała zgubić. Wbrew zakazom Corentina i mimo niechęci, jaką darzą ją szuanie, doprowadza do zaślubin z Garsem. Wściekły z powodu takiego obrotu sprawy Corentin mówi Marii, że jej mąż kocha inną kobietę, a poślubił ją tylko dla ratowania życia. Nie zorientowawszy się, że jest oszukiwana, de Verneuil w gniewie przekazuje Hulotowi informacje niezbędne do tego, by mógł zniszczyć ze swoim oddziałem obóz szuanów. Kiedy dowiaduje się o kłamstwie, jest już za późno: Maria ginie razem z mężem po przegranej przez szuanów bitwie pod Fougères. 

## Cechy utworu
Szuanie nie są klasyczną powieścią historyczną, a klasyfikacja gatunkowa dzieła pozostaje przedmiotem dyskusji. Zamiarem Balzaka było oddanie ogólnej atmosfery czasów wygasającej partyzantki rojalistycznej w Bretanii oraz niemożności pogodzenia światopoglądu jej uczestników z nowym porządkiem politycznym Francji. Autor podkreślał, że nie jest historykiem, a zatem nie będzie nawet starał się przedstawiać suchych faktów, a zamiast tego za pomocą fikcyjnej opowieści chce dokonać psychologicznej i ideowej charakterystyki obydwu obozów walczących w Bretanii. Nie opowiadał się przy tym po żadnej ze stron, podkreślając zarówno szczerość ideałów i przekonań, jak i okrucieństwa, jakich dopuszczali się przeciwnicy, sygnalizując jednak nieuchronność postępu cywilizacyjnego nawet w zacofanej Bretanii. Równie istotna w utworze jest prezentacja samej specyfiki Bretanii: Balzak stara się przedstawić jej zacofane, feudalne oblicze, izolację jej mieszkańców od reszty Francji. Podkreślane jest to wyraźnie w sferze leksykalnej: przezwisko Gars jest wyrazem pochodzenia celtyckiego, zaś chłopi bretońscy regularnie określani są jako dzikusy. Niektórzy z szuanów są wręcz opisani w sposób upodabniający ich do zwierząt. 
Chociaż pisarz nie stosuje wartościowania idei, które wyznają bohaterowie, nie jest całkowicie neutralny: nie wartościując żadnego systemu myślenia, potępia postawę Corentina, dla którego walka z szuanerią służy wyłącznie własnym interesom i korzyściom materialnym. Balzak wyraźnie zderza ze sobą zachowanie tego człowieka z ideowością żołnierzy, dla których wojna z de Montauranem jest logiczną konsekwencją rewolucji. Balzak sugeruje również, że najlepszym rozwiązaniem dla ówczesnej Francji byłaby monarchia konstytucyjna, do jakiego wniosku dochodzi – w miarę postępów akcji – również Maria de Verneuil, a według niektórych interpretatorów także umierający de Montauran.

## Recepcja
W momencie publikacji Balzak był przekonany o wysokiej wartości dzieła, zwłaszcza w porównaniu z wcześniejszymi próbami literackimi. Po latach zakwalifikował jednak powieść jako pozostającą pod zbyt wielkim wpływem modelu walterskottowskiego, obfitującą w zbędny dramatyzm i opartą na niezgodnym z zasadą realizmu wątku miłosno-przygodowym. Recenzje krytyków były jednak o wiele przychylniejsze: szczególnie docenione zostały szczegółowo nakreślone wizerunki postaci oraz opisy ich zmiennych uczuć i przeżyć. Podkreślano wnikliwość, z jaką autor oddawał silne emocje i motywacje bohaterów, zarówno te związane z polityką, jak i z prywatnymi relacjami międzyludzkimi. Z drugiej strony część recenzentów krytykowała nadmierny "romantyzm" dzieła i mnogość zbiegów okoliczności jako fundamentu akcji powieści. 

## Adaptacje
- Film Szuanie Henriego Calefa z 1947 (z Madeleine LeBeau jako Marią i Jeanem Marais jako Garsem)[1]
- Musical Patrice'a Geffroya z 2007[2]